# Distretto di Serinhisar
Il distretto di Serinhisar (in turco Serinhisar ilçesi) è uno dei distretti della provincia di Denizli, in Turchia.